# 150号伊利诺伊州州道
150号伊利诺伊州州道（英語：Illinois Route 150）是美国伊利诺伊州南部的一条东西方向的州级公路，起自密西西比河上的切斯特大桥，连接密蘇里州的51号州道，东行至佩里县连接154号伊利诺伊州州道，全长约24.57英里（39.54）。